# Силуете (ТВ серија)
„Силуете” је југословенска телевизијска серија снимљена 1984. године у 
продукцији Телевизије Београд.

## Улоге
| Глумац         | Улога      |
| -------------- | ---------- |
| Бранко Белобрк | Хармоникаш |
| Тоша Елезовић  | Хармоникаш |
| Нада Мамула    | Певачица   |
| Анђелија Милић | Певачица   |
| Живан Милић    | Певач      |
| Даница Обренић | Певачица   |

Комплетна ТВ екипа  ▼
| Редитељ    | Михаило Вукобратовић |
| Сценариста | Нинослав Миленковић  |